# Aglia cerberus
Aglia cerberus är en fjärilsart som beskrevs av Schultz. 1905. Aglia cerberus ingår i släktet Aglia och familjen påfågelsspinnare. Inga underarter finns listade i Catalogue of Life.